# 기쿠치 야스노리
기쿠치 야스노리(일본어: 菊池 保則, 1989년 9월 18일 ~ )는 일본의 전 프로 야구 선수이다. 이바라키현 구지군 다이고정 출신이며 현역 시절 포지션은 투수였다.

## 인물

### 프로 입단 전
초등학교 시절에는 피구 전국 대회에 출전했다. 도키와 대학 고등학교에서는 1학년 때부터 벤치에 들어갔고 2006년 추계 이바라키현 대회에서 준우승하여 간토 대회에도 출전했다. 첫 경기에서 가라카와 유키가 소속된 나리타 고등학교와 상대하면서 나리타 고등학교 타선을 6피안타로 막아냈는데도 자신의 팀 타선의 지원을 받지 못하고 패한 바람에 선발 야구 대회 출전을 놓쳤다. 3학년 때는 에이스 겸 4번으로 활약을 했고 여름에 열린 이바라키현 대회에서는 준결승전 상대인 도요 대학 부속 우시쿠 고등학교와의 경기에서 16개의 탈삼진을 기록하여 완봉승을 거두었다. 하지만 결승전에서는 기요하라 다이키가 소속된 조소가쿠인 고등학교에게 패하여 고시엔 대회 출전은 이루지 못했다.
2007년 10월 3일, 프로 야구 드래프트 회의에서 도호쿠 라쿠텐 골든이글스로부터 4순위 지명을 받고 입단했다.

### 라쿠텐 시절

#### 입단 초기 ~ 2012년
2008년에는 1군에서의 등판 기회는 없었지만 고졸 출신 3명의 투수 중 유일하게 1군에 등록됐다. 이듬해 2009년에는 2군에서 주로 중간 계투로 등판하여 프레시 올스타전이 열리기 전까지 13경기에 등판했다. 팀 동료인 이시다 다카시가 프레시 올스타전 출전을 포기하면서 이시다를 대신해서 출전했다. 경기에서는 중간부터 등판하여 웨스턴 리그의 주축 타선으로부터 2개의 삼진을 빼앗는 등 1이닝 무실점의 호투를 보였다.
2010년 9월 23일의 사이타마 세이부 라이온스전에서 프로 데뷔 첫 등판·첫 선발 등판을 동시에 이루면서 5이닝 동안 2피안타 2실점의 호투로 프로 첫 승리 투수가 됐다. 2012년 시즌 종반에 1군으로 승격, 4경기에 선발 등판하여 1승 1패를 기록했고 2군에서는 7승 2패와 이스턴 리그 최고 승률(0.778)을 기록하여 우수 선수로 선정됐다. 추계 스프링 캠프에서는 감독이던 호시노 센이치에 의해 ‘젋은 투수의 지정 강화 선수’ 5명으로 선정돼 스프링 캠프 마지막에 있은 코칭 스태프의 투표로 다음 시즌에 열릴 시범 경기에서 개막전 선발 투수의 권리를 부여했다.

#### 2013년 ~ 2015년
2013년 시범 경기에서의 호투가 인정돼 개막 1군 엔트리에 올랐고 4월에는 선발 로테이션에 합류했지만 4경기 연속으로 강판됐다. 6월 2일 주니치 드래곤스전(K스타 미야기)에서 선발로 나와, 6이닝 중간까지 무실점으로 틀어 막아 시즌 첫 승리와 홈구장에서의 첫 승리를 올렸다.
2014년, 개막 1군 엔트리에 입성하지 못했고 그 후 1군과 2군을 오가는 중간 계투로 기용한 것에 불과했지만 8월 17일 지바 롯데 마린스전에서 시즌 첫 선발 등판해 6이닝을 3피안타 무볼넷 무실점으로 막아내는 등 전년도에 주니치전 이후 약 1년 2개월 만의 시즌 첫 승리를 올렸다. 이후 시즌 종료 때까지 선발 로테이션을 지키며 개인 최다 성적인 4승을 거뒀다.
2015년 4월 30일 오릭스 버펄로스전에서는 시즌 첫 등판·첫 선발 등판을 하여 6이닝 무실점의 호투를 보이는 등 이 시점부터 선발 로테이션에 들어갔다. 시즌 두 번째 등판인 홋카이도 닛폰햄 파이터스전에선 7이닝 도중까지 8탈삼진 2실점의 호투로 시즌 첫 승리를 따냈다. 이 해에는 전년도와 마찬가지로 4승에 그치긴 했지만 본인으로서는 최초로 시즌 100이닝을 던졌다.

#### 2016년 ~ 2018년
2016년에는 작년 9월부터 발병하고 있던 오른쪽 어깨 통증의 재활로 인해 2군에서의 생활이 계속됐고 8월 23일에는 1군 첫 등판이 됐다. 이어진 8월 30일 등판에는 6이닝 2실점으로 첫 승리를 거뒀지만 2016 시즌에는 겨우 1승에 그쳤고 평균 자책점도 5.16에 그쳤다. 그해 5월에는 동향의 여성과 결혼했다고 발표했다.
2018년에는 겨우 3경기 등판에만 그쳤고 시즌 종료 후인 11월 29일, 후쿠이 유야와의 맞트레이드로 히로시마 도요 카프에 이적하는 것으로 공식 발표됐다.

## 선수로서의 특징
최고 구속 149km/h의 직구와 고속 슬라이더의 콤비네이션을 무기로 투구 이닝에 육박할 정도의 탈삼진수를 기록했다. 특히 직구는 투수 코치였던 사토 요시노리로부터 ‘손가락에 걸렸을 때의 공의 강도는 다나카 마사히로 이상의 것이 있다’라고 평가할 정도다. 하지만 컨트롤에 문제가 있어서 제구가 일정해지지 않는 경우엔 사사구를 연발하여 자멸해 버리는 일이 있다. 또한 멘탈면에서도 약하다는 지적을 받았다.

## 상세 정보

### 출신 학교
- 도키와 대학 고등학교

### 선수 경력
- 도호쿠 라쿠텐 골든이글스(2008년 ~ 2018년)
- 히로시마 도요 카프(2019년 ~ 2022년)

### 개인 기록

#### 투수 기록
- 첫 등판·첫 선발 등판·첫 승리·첫 선발 승리 : 2010년 9월 23일, 대 사이타마 세이부 라이온스 22차전(세이부 돔), 5이닝 2실점
- 첫 탈삼진 : 상동, 1회말에 구리야마 다쿠미로부터 헛스윙 삼진
- 첫 홀드 : 2017년 8월 9일, 대 홋카이도 닛폰햄 파이터스 14차전(Kobo 파크 미야기), 7회초에 3번째 투수로서 구원 등판, 1/3이닝 1실점
- 첫 세이브 : 2020년 7월 8일, 대 요코하마 DeNA 베이스타스 4차전(MAZDA Zoom-Zoom 스타디움 히로시마), 9회초에 3번째 투수로서 구원 등판·마무리, 1이닝 무실점

#### 타격 기록
- 첫 타석 : 2015년 5월 28일, 대 한신 타이거스 3차전(한신 고시엔 구장), 2회초에 마리오 산티아고로부터 투수앞 희생 번트
- 첫 안타 : 상동, 4회초에 마리오 산티아고로부터 중전 안타

#### 기타
- 1구 승리 : 2021년 9월 26일, 대 요코하마 DeNA 베이스타스 21차전(요코하마 스타디움), 8회말 2사에 6번째 투수로서 구원 등판, 1/3이닝 무실점 ※역대 44명째(45번째)

### 등번호
- 59(2008년 ~ 2019년)
- 39(2020년 ~ 2022년)

### 연도별 투수 성적
| 연 도       | 소 속       | 등 판 | 선 발 | 완 투 | 완 봉 | 무 4 구 | 승 리 | 패 전 | 세 이 브 | 홀 드 | 승 률 | 타 자 | 이 닝 | 피 안 타 | 피 홈 런 | 볼 넷 | 고 4 | 몸 맞 | 탈 삼 진 | 폭 투 | 보 크 | 실 점 | 자 책 점 | 평 자 책 | W H I P |
| ----------- | ----------- | ----- | ----- | ----- | ----- | ------- | ----- | ----- | -------- | ----- | ----- | ----- | ----- | -------- | -------- | ----- | ---- | ----- | -------- | ----- | ----- | ----- | -------- | -------- | ------- |
| 2010년      | 라쿠텐      | 2     | 2     | 0     | 0     | 0       | 1     | 1     | 0        | 0     | .500  | 46    | 11.0  | 7        | 3        | 5     | 0    | 2     | 10       | 0     | 0     | 5     | 5        | 4.09     | 1.09    |
| 2011년      | 라쿠텐      | 2     | 1     | 0     | 0     | 0       | 0     | 1     | 0        | 0     | .000  | 25    | 3.1   | 5        | 1        | 8     | 0    | 1     | 3        | 0     | 0     | 6     | 5        | 13.50    | 3.90    |
| 2012년      | 라쿠텐      | 4     | 4     | 0     | 0     | 0       | 1     | 1     | 0        | 0     | .500  | 110   | 25.0  | 30       | 2        | 5     | 0    | 1     | 24       | 3     | 0     | 9     | 8        | 2.88     | 1.40    |
| 2013년      | 라쿠텐      | 14    | 5     | 0     | 0     | 0       | 1     | 5     | 0        | 0     | .167  | 158   | 33.1  | 38       | 3        | 23    | 0    | 1     | 22       | 4     | 0     | 28    | 24       | 6.48     | 1.83    |
| 2014년      | 라쿠텐      | 12    | 8     | 0     | 0     | 0       | 4     | 1     | 0        | 0     | .800  | 211   | 51.1  | 40       | 5        | 18    | 0    | 3     | 36       | 8     | 0     | 23    | 23       | 4.03     | 1.13    |
| 2015년      | 라쿠텐      | 18    | 17    | 0     | 0     | 0       | 4     | 5     | 0        | 0     | .444  | 448   | 103.0 | 96       | 5        | 42    | 0    | 5     | 71       | 5     | 0     | 47    | 43       | 3.76     | 1.34    |
| 2016년      | 라쿠텐      | 7     | 4     | 0     | 0     | 0       | 1     | 1     | 0        | 0     | .500  | 111   | 22.2  | 33       | 4        | 13    | 0    | 1     | 14       | 2     | 0     | 16    | 13       | 5.16     | 2.03    |
| 2017년      | 라쿠텐      | 7     | 0     | 0     | 0     | 0       | 0     | 0     | 0        | 1     | .---  | 35    | 7.1   | 8        | 0        | 4     | 0    | 0     | 9        | 1     | 0     | 7     | 4        | 4.91     | 1.64    |
| 2018년      | 라쿠텐      | 3     | 1     | 0     | 0     | 0       | 0     | 0     | 0        | 0     | .---  | 55    | 13.0  | 11       | 1        | 4     | 0    | 1     | 15       | 0     | 0     | 2     | 2        | 1.38     | 1.15    |
| 2019년      | 히로시마    | 58    | 0     | 0     | 0     | 0       | 1     | 3     | 0        | 15    | .250  | 240   | 61.0  | 39       | 4        | 23    | 2    | 0     | 43       | 4     | 0     | 21    | 19       | 2.80     | 1.02    |
| 2020년      | 히로시마    | 44    | 0     | 0     | 0     | 0       | 1     | 0     | 1        | 4     | 1.000 | 189   | 42.0  | 41       | 6        | 19    | 0    | 3     | 53       | 3     | 0     | 24    | 21       | 4.50     | 1.43    |
| 2021년      | 히로시마    | 33    | 0     | 0     | 0     | 0       | 2     | 1     | 0        | 3     | .667  | 140   | 31.2  | 31       | 3        | 13    | 2    | 3     | 25       | 0     | 0     | 7     | 6        | 1.71     | 1.39    |
| 2022년      | 히로시마    | 8     | 0     | 0     | 0     | 0       | 0     | 0     | 0        | 2     | ----  | 39    | 8.0   | 10       | 2        | 4     | 1    | 1     | 6        | 0     | 0     | 5     | 5        | 5.63     | 1.75    |
| 통산 : 13년 | 통산 : 13년 | 212   | 42    | 0     | 0     | 0       | 16    | 19    | 1        | 25    | .457  | 1807  | 412.2 | 389      | 39       | 181   | 5    | 22    | 331      | 30    | 0     | 200   | 178      | 3.88     | 1.38    |

### 연도별 수비 성적
| 연도 | 소속     | 투수  | 투수  | 투수  | 투수  | 투수  | 투수     |
| 연도 | 소속     | 경 기 | 척 살 | 보 살 | 실 책 | 병 살 | 수 비 율 |
| ---- | -------- | ----- | ----- | ----- | ----- | ----- | -------- |
| 2010 | 라쿠텐   | 2     | 1     | 2     | 0     | 0     | 1.000    |
| 2011 | 라쿠텐   | 2     | 0     | 0     | 0     | 0     | ----     |
| 2012 | 라쿠텐   | 4     | 1     | 7     | 0     | 0     | 1.000    |
| 2013 | 라쿠텐   | 14    | 0     | 8     | 0     | 0     | 1.000    |
| 2014 | 라쿠텐   | 12    | 4     | 9     | 0     | 0     | 1.000    |
| 2015 | 라쿠텐   | 18    | 1     | 14    | 1     | 0     | .938     |
| 2016 | 라쿠텐   | 7     | 2     | 1     | 1     | 0     | .750     |
| 2017 | 라쿠텐   | 7     | 0     | 0     | 0     | 0     | ----     |
| 2018 | 라쿠텐   | 3     | 0     | 0     | 0     | 0     | ----     |
| 2019 | 히로시마 | 58    | 6     | 12    | 0     | 1     | 1.000    |
| 2020 | 히로시마 | 44    | 0     | 4     | 2     | 0     | .667     |
| 2021 | 히로시마 | 33    | 3     | 3     | 0     | 0     | 1.000    |
| 2022 | 히로시마 | 8     | 0     | 0     | 0     | 0     | ----     |
| 통산 | 통산     | 212   | 18    | 60    | 4     | 1     | .951     |